# Hermann Jahrreiß
Hermann Jahrreiß (* 19. August 1894 in Dresden; † 23. Oktober 1992 in Köln) war Professor für Rechtswissenschaft mit den Schwerpunkten Staatsrecht und Völkerrecht.

## Leben
Jahrreiß wollte zunächst Kunst studieren, entschied sich dann aber auf Drängen seines Vaters für ein Jurastudium an der Universität Leipzig. Nach seiner Promotion zum Dr. jur. 1921 war er zunächst von 1922 bis 1927 Richter am Amts- und Landgericht Leipzig. Nach seiner Habilitation wurde er 1926 apl. Professor und 1927 a.o. Professor in Leipzig. 1932 wurde er als Ordinarius für Öffentliches Recht, Völkerrecht und Rechts- und Staatsphilosophie an die Universität Greifswald berufen.
Nach der „Machtergreifung“ der Nationalsozialisten publizierte er 1933 die Abhandlung Europa – Germanische Gründung aus dem Ostraum. 1937 wechselte er an die Universität zu Köln und war dort, nur unterbrochen durch eine kurzfristige Lehrtätigkeit in Göttingen (1939–1940) und in Innsbruck (1944–1945), bis 1962 Ordinarius. Während des Zweiten Weltkriegs beteiligte er sich am NS-Projekt Kriegseinsatz der Geisteswissenschaften.
Ehrenpromotionen erhielt er von den französischen Universitäten Clermont-Ferrand, Dijon und Nancy sowie von der englischen Universität Manchester. 1959 wurde ihm das Große Bundesverdienstkreuz verliehen. 1961 wurde er Offizier der Französischen Ehrenlegion. Weitere Positionen: 1939–42 und 1951–52 Dekan der Rechtswissenschaftlichen Fakultät, 1956–58 Rektor der Universität zu Köln, 1958–60 Präsident der Westdeutschen Rektorenkonferenz und 1960–64 Vizepräsident der Europäischen Rektorenkonferenz (Quelle: Universität zu Köln, Rektorenporträts). Zu seinem 70. und 80. Geburtstag gab die Universität zu Köln ihn und seine Arbeit würdigende Festschriften heraus und ernannte ihn zu seinem 90. Geburtstag zum Ehrenbürger.
In der Nachkriegszeit wurden in der Sowjetischen Besatzungszone SBZ folgende, in der Zeit des Nationalsozialismus entstandenen Werke von Jahrreiß auf die Liste der auszusondernden Literatur gesetzt: England und Deutschland (Den Haag: Holle 1943), Paris 1919 und Europa. Die Ordnungsversuche der atlantischen Weltmächte, (Hamburg: Hanseatische Verlagsanstalt 1943), Der Revisionskampf um Europa (Leipzig: Noske 1934), Völkerrecht und Völkerfriede um Europa (Stuttgart: Kohlhammer 1937), sowie 1948 Deutschland und Europa (Köln. Schaffstein 1941) und Chamberlains Friedensplan und der englische Weltordnungsanspruch. Ansprachen d. Rektors Prof. Otto Kuhn, Kölner Universitätsreden. (Köln: Müller 1940), ferner 1952 in der DDR Europa–Afrika (Leipzig, Berlin: Teubner 1940).
Jahrreiß war im Nürnberger Prozess gegen die Hauptkriegsverbrecher als Assistent von Franz Exner Mitverteidiger des angeklagten Chef des Wehrmachtführungsstabes des Oberkommandos der Wehrmacht, Alfred Jodl. Jodl war beim Internationalen Militärtribunal von Nürnberg als einer der Hauptkriegsverbrecher angeklagt. Im Kern wurde im Fall Jodl die Frage erörtert, ob militärische Befehle Kriegsverbrechen rechtfertigten. Jodls Verteidiger vertrat(en) den Standpunkt, dass Kriege von Politikern und nicht von Soldaten beschlossen würden und der Soldat in seiner Funktion nicht verpflichtet oder berechtigt sei, den Befehl zu überprüfen. Er berief sich damit auf das Soldatentum als Beruf. Die Argumentation der Ankläger: Krieg sei nicht gleich Krieg, sondern könne gut oder böse sein. Wenn Angriffskriege Verbrechen seien, dann seien Angriffskrieger Verbrecher. Den Angriffskrieg zur Straftat zu erklären, so Jahrreiß, verstoße jedoch gegen den Rechtsgrundsatz, dem zufolge niemand wegen einer Handlung verurteilt werden könne, die zur Tatzeit noch nicht strafbar war („Ex-post-facto-Verbot“). Diese Auffassung wurde jedoch schon damals bestritten, weil sie im internationalen Recht keine Gültigkeit habe. Der Schutz von Frieden und Menschenrechten gehe vor – heute ist das allgemein anerkannt. Das Verbot rückwirkender Bestrafung schützt nicht Tyrannen und Diktatoren; diese Klausel findet sich auch in der Europäischen Menschenrechtskonvention. So statuierte es auch das Bundesverfassungsgericht, als es um dieselbe Rechtsfrage bei der Anklage gegen Verantwortliche der untergegangenen DDR ging. Jahrreiß verlangte vom Kontrollrat erfolglos die Aufhebung des Todesurteils gegen Jodl.

## Schriften
- Europa – Germanische Gründung aus dem Ostseeraum (1939)
- Deutschland und Europa (1939)
- Demokratie (1950)
- Die Rechtspflege im Bonner Grundgesetz (1950)
- Herrschaft nach dem Maß des Menschen (1952)
- Größe und Not der Gesetzgebung (1953)
- Freiheit und Sozialstaat (1957)
- Mensch und Staat (1957)